# 플럽
플럽(plup)는 2015년 8월에 오픈했으며 대한민국 최초의 동영상 공유 사이트인 판도라TV가 만든 모바일 개인방송 애플리케이션이다.
플럽은 모바일전용 방송애플리케이션으로서 모바일로 방송을 진행할 수 있으며 장비, 비용, 기술이 필요하지 않고 모바일 기기(스마트폰, 태블릿 PC 등)로 할 수 있는 개인방송 플렛폼이다. 채팅을 통해 방송인과 시청자가 소통이 가능하며 특별이라는 유료 아이템으로 방송인을 후원할 수 있다. 2015년 10월 글로벌 출시로 전세계 사람들과 소통할 수 있는 대대적인 업데이트를 진행하였다.